# Tajique (Nuevo México)
Tajique es un lugar designado por el censo ubicado en el condado de Torrance en el estado estadounidense de Nuevo México. En el Censo de 2010 tenía una población de 130 habitantes y una densidad poblacional de 18,56 personas por km².

## Geografía
Tajique se encuentra ubicado en las coordenadas 34°45′36″N 106°18′4″O / 34.76000, -106.30111. Según la Oficina del Censo de los Estados Unidos, Tajique tiene una superficie total de 7 km², de la cual 7 km² corresponden a tierra firme y (0%) 0 km² es agua.

## Demografía
Según el censo de 2010, había 130 personas residiendo en Tajique. La densidad de población era de 18,56 hab./km². De los 130 habitantes, Tajique estaba compuesto por el 40.77% blancos, el 0% eran afroamericanos, el 1.54% eran amerindios, el 0% eran asiáticos, el 0% eran isleños del Pacífico, el 54.62% eran de otras razas y el 3.08% pertenecían a dos o más razas. Del total de la población el 76.15% eran hispanos o latinos de cualquier raza.